# كيني لاركن
كيني لاركن (بالإنجليزية: Kenny Larkin)‏ هو موسيقي ودي جيه أمريكي، ولد في 1968 في ديترويت في الولايات المتحدة.

## وصلات خارجية
- كيني لاركن على موقع ميوزك برينز (الإنجليزية)
- كيني لاركن على موقع أول ميوزيك (الإنجليزية)
- كيني لاركن على موقع ديسكوغز (الإنجليزية)